# Rafael García Cortés
Rafael García Cortés (Madrid, Comunidad de Madrid, España, 18 de enero de 1958) es un exfutbolista español. Jugaba de defensa. Se formó en la cantera del Real Madrid. Actualmente se desempeña como coordinador de las escuelas de fútbol de la Fundación Real Madrid.

## Trayectoria
- Cantera Real Madrid
- 1978-79 Real Madrid
- 1979-80 Burgos Club de Fútbol, Cedido.
- 1980-82 Real Madrid
- 1982-87 Real Zaragoza
- 1987-90 Real Mallorca
- 1990-93 Rayo Vallecano

## Palmarés
- Copa del Rey temporada 1981-82 con el Real Madrid.
- Copa del Rey temporada 1985-86 con el Real Zaragoza.
- Subcampeón de Europa temporada 1980-81 con el Real Madrid.